# تهدید

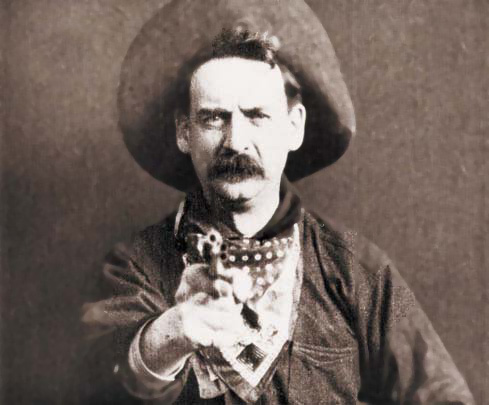
شمایل سرقت بزرگ قطار

تهدید بیان نیت شخصی است که قصد دارد به دیگری زیان یا آسیب برساند. تهدید از نظر حقوقی در ارتباط با اجبار یا اکراه می‌باشد. همچنین تهدید در رفتار حیوانات زیاد دیده می‌شود. به خصوص به شکل آیینی و به منظور پرهیز از خشونت فیزیکی که هر لحظه ممکن است منجر به جراحت یا کشته شدن هر یک از طرفین درگیر شود.
از لحاظ قانونی برخی از انواع معمول تهدیدها که ممنوع است شامل تهدیدهایی می‌شود که به منظور بدست آوردن امتیاز مالی اعمال می‌شود یا برای مجبور کردن دیگران به انجام کاری برخلاف میل شان، اعمال می‌شود. در ایالات متحده تهدید به استفاده از سلاح مرگبار یا تهدید به آسیب رساندن به دیگران یا از بین بردن دارایی‌های دیگران یا تهدید به آبروریزی جرم تلقی می‌شود.

## مفهوم

تهدید قاتل اثر رنه ماگریت

کاربرد اصلی مفهوم تهدید، در مطالعات امنیتی است. در این حوزهٔ تهدید عاملی علیه امنیت به‌شمار می آید. تهدید در مباحث امنیتی عاملی نامطلوب است که می‌تواند خارج از اراده و کنترل ما عمل کند و آماج آن بقاء و ارزش‌های اساسی است. رآلیست‌ها تهدید را عمدتا عینی و خارجی و مکاتب انتقادی آن را ناشی از درک بازیگران از شرایط خاص که لزوما ئپواقعی نیست می‌دانند. در مکتب کپنهاک متناسب با ابعاد موسعی که برای امنیت شناسایی می‌کنند؛ ابعاد تهدید را نیز شامل: نظامی، سیاسی، اقتصادی، اجتماعی و زیست‌محیطی می‌دانند. از تهدید بر مبناهای مختلف تقسیم‌بندی‌های گوناگونی ارائه شده‌است که نافی یکدیگر نیستند. مانند: تهدید نرم وسخت، تهدید متمرکز و پراکنده، تهدید متقارن و نامتقارن، تهدید بسیط و چند وجهی، تهدید مستقیم و غیرمستقیم و ... .  

## در ایران
مطابق مادهٔ ۶۶۹ قانون مجازات اسلامی ایران از فصل بیست و دوم، هر گاه کسی دیگری را به هر نحو تهدید به قتل یا ضررهای نفسی یا شرفی یا مالی یا به افشای سری نسبت به خود یا بستگان او نماید، اعم از این که به این واسطه تقاضای وجه یا مال یا تقاضای انجام امر یا ترک فعلی را نموده یا ننموده باشد به مجازات شلاق تا ۷۴ ضربه یا زندان از دو ماه تا دو سال محکوم خواهد شد.